# Північна Чорнушка
Північна Чорну́шка (рос. Северная Чернушка) — присілок у складі Тавдинського міського округу Свердловської області.
Населення — 3 особи (2010, 258 у 2002).
Національний склад населення станом на 2002 рік: росіяни — 86 %.